# Artur Szlosarek
Artur Szlosarek (* 26. Mai 1968  in Krakau) ist ein polnischer Lyriker und Übersetzer.

## Leben
Szlosarek studierte von 1987 bis 1989 Polonistik an der Jagiellonen-Universität in Krakau sowie anschließend Vergleichende Literaturwissenschaft, Germanistik und Philosophie an der Friedrich-Wilhelms-Universität Bonn. Heute lebt er in Berlin.
Gedichte veröffentlichte er u. a. in den „Zeszyty Literackie“, in „bruLion“, und im „Tygodnik Powszechny“. Sein Debütband „Wiersze napisane“ erschien 1991. Bis heute folgten sieben weitere Bände. Er war Stipendiat der Berliner Akademie der Künste, der Robert-Bosch-Stiftung und des Kultusministeriums der Republik Polen. 1993 wurde er mit dem Preis der Kościelski-Stiftung ausgezeichnet. Seine Gedichte zeichnen sich häufig durch religiös-metaphysische Gedanken aus, die an Autoren wie Czesław Miłosz oder Adam Zagajewski erinnern. Er ist Mitglied des polnischen PEN-Clubs seit 2014.
Zu den von ihm übersetzten Autoren gehören Paul Celan, Walter Benjamin, Franz Kafka und Georg Christoph Lichtenberg.

## Schriften
- Wiersze napisane (1991)
- Wiersze różne (1993)
- Popiół i miód (1996)
- Camera obscura (1998)
- List do ściany (2000)
- Wiersze powtórzone (2002)
- Pod obcym niebem (2005)
- święto szparagów (2010)
- "Ołówek rzeźnika" (2012)

- Gedichte, in: Jahrbuch Polen 2011 Kultur, hrsg. vom Deutschen Polen-Institut, Wiesbaden 2011.